# Declaración de independencia de Finlandia
La declaración de independencia de Finlandia (finés: Suomen itsenäistyminen; sueco: Finlands självständighetsförklaring) fue adoptada por el Parlamento de Finlandia el 6 de diciembre de 1917. Con ella, Finlandia se declara, entre los pueblos y como república soberana, como una nación independiente que deja de ser el Gran Ducado de Finlandia, anteriormente conectado al Imperio Ruso.

## La revolución en Rusia

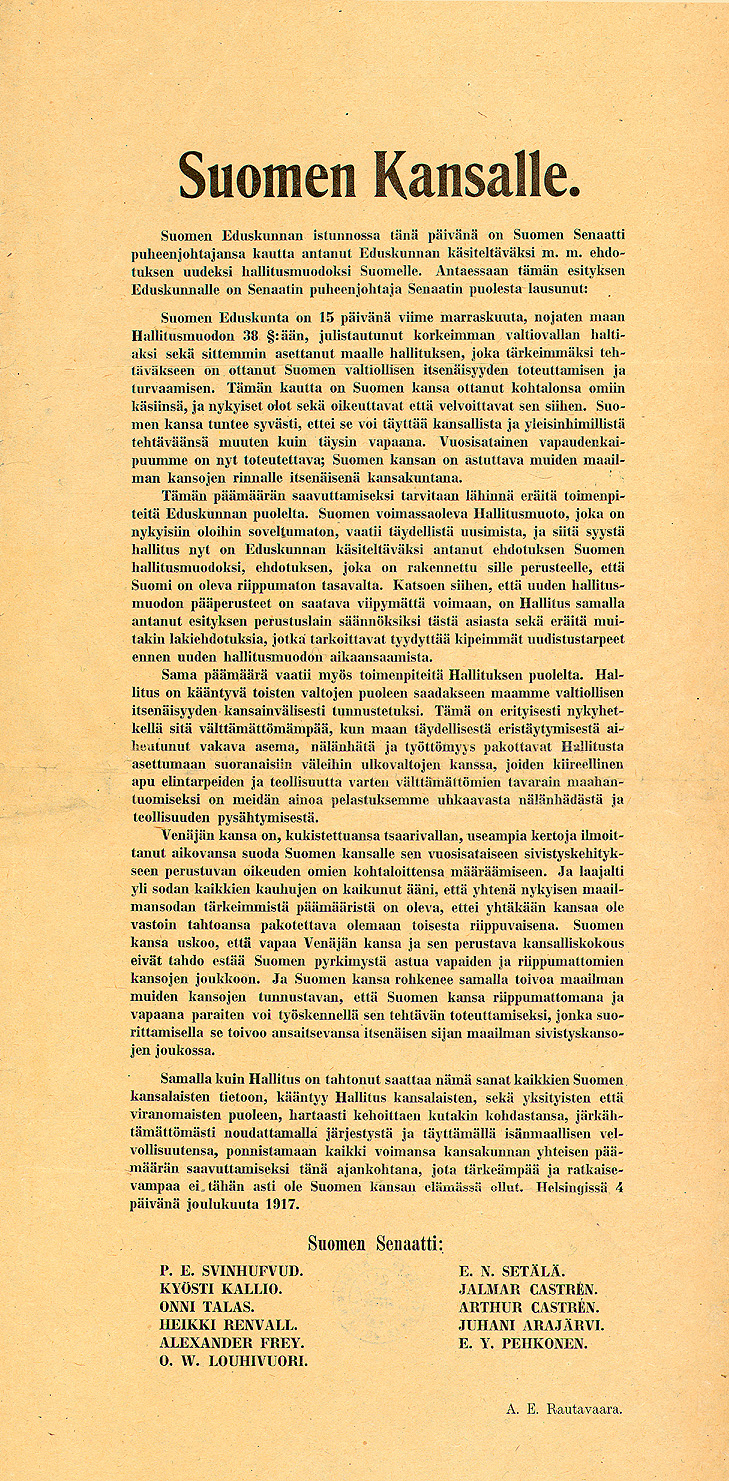
Declaración de la independencia por el Parlamento de Finlandia.

La Revolución de Febrero y de Octubre en 1917 también había encendido la esperanza en el Gran Ducado de Finlandia. Después de la abdicación del Gran Duque y zar Nicolás II el 15 de marzo de 1917, la unión personal entre Rusia y Finlandia perdió su base legal —al menos según la opinión de Helsinki—. Hubo negociaciones entre el Gobierno provisional ruso y las autoridades finlandesas.
La propuesta resultante, aprobada por el Gobierno interino, fue reescrita en gran medida en el Parlamento y se transforma en el Acta de Energía llamado (en finés: Valtalaki, sueco: Maktlagen), en la que se declara que ahora que tienen todos los poderes legislativos, con excepción de la política exterior y los asuntos militares, y que también podía ser disuelta solo por sí misma. En el momento de las votaciones, se creía que el Gobierno provisional sería derrotado. El Gobierno provisional se sostuvo, no aprobó la ley y se disuelve el Parlamento.
Después de las nuevas elecciones y la derrota del Gobierno provisional, el 5 de noviembre, el Parlamento se declaró a sí mismo como «el poseedor de la autoridad suprema del Estado» en Finlandia, basada en la Constitución finlandesa y más precisamente en el §38 del Instrumento de Gobierno de 1772, el cual había sido aprobado por los Estados después del golpe de Estado sin derramamiento de sangre de Gustavo III.

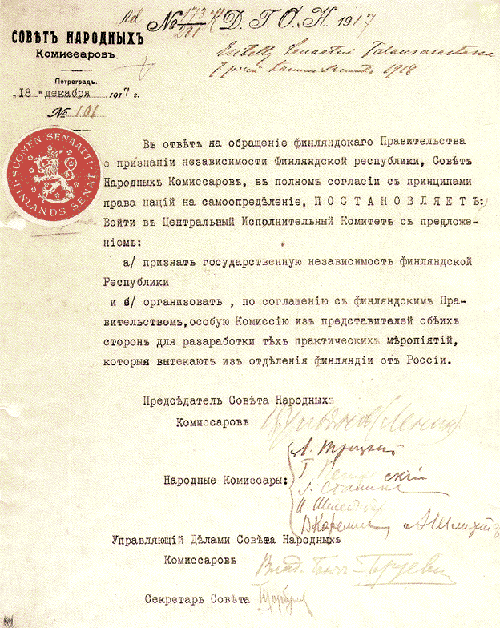
El Sovnarkom reconoce la independencia de Finlandia.

El 15 de noviembre de 1917, el gobierno bolchevique promulgó la Declaración de los derechos de los pueblos de Rusia, firmada por Vladímir Lenin y Iósif Stalin, que proclamaba el derecho general a la autodeterminación, además del derecho de secesión, «para los pueblos de Rusia». El mismo día, el parlamento finlandés emitió una declaración por la que asumió, pro tempore, todos los poderes del antiguo Soberano en Finlandia.
Sin embargo, el antiguo Instrumento de Gobierno ya no se considera adecuado. Los principales círculos habían mantenido la monarquía y la nobleza hereditaria durante mucho tiempo, y estaban desfasadas y abogó por una constitución republicana para Finlandia.
El Senado de Finlandia, el Gobierno que el Parlamento designó en noviembre, regresó el 4 de diciembre al Parlamento un nuevo Instrumento de Gobierno. La Declaración de Independencia se dio técnicamente considerando la proposición y estaba destinada a ser aceptada por el Parlamento. Fue aprobada el 6 de diciembre.
El 18 de diciembre, el Gobierno ruso soviético emitió un decreto, reconociendo la independencia de Finlandia, y el 22 de diciembre fue aprobado por el máximo órgano ejecutivo soviético, el VTsIK.

## La Declaración y el 15 de noviembre
Como referencia al 15 de noviembre, la Declaración dice:
El pueblo de Finlandia, por este acto, tomó su destino en sus manos: una medida justificada y demandada por las condiciones actuales. Los habitantes de Finlandia sienten que no pueden cumplir con su deber nacional no   las obligaciones humanas universales, sin una completa autonomía. El deseo de un siglo de antigüedad por la libertad espera ahora su cumplimiento, el pueblo de Finlandia tiene que dar un paso adelante como nación independiente entre las demás naciones del mundo.
(...) las personas de Finlandia osan esperar que las demás naciones del mundo reconozcan que con su plena independencia y la libertad del pueblo de Finlandia se puede hacer lo mejor para el cumplimiento de los fines que les ganen una posición independiente entre la gente del mundo civilizado. 

### Contexto
Estonia, Letonia, Lituania, así como Ucrania, declararon su independencia de Rusia durante el mismo periodo. Las tres repúblicas bálticas fueron ocupadas tras el Pacto Ribbentrop-Mólotov del 23 de agosto de 1939 y luego anexionadas formalmente en 1945 por la Unión Soviética, aunque antes también fueron ocupadas por la Alemania Nazi durante la Segunda Guerra Mundial (véase la Ocupación de las Repúblicas bálticas).

### El Senado finlandés
Estos fueron los senadores que firmaron la Declaración:
• Pehr Evind Svinhufvud 
• Kyösti Kallio
• Onni Talas
• Heikki Renvall
• Alexander Frey
• Oskari Wilho Louhivuori
• Eemil Nestor Setälä
• Jalmar Castrén 
• Arthur Castrén
• Juhani Arajärvi 
• Eero Yrjö Pehkonen

## Reconocimiento
Después de haber declarado su independencia 6 de diciembre de 1917, éste fue el orden en el que diversos países reconocieron a Finlandia como estado soberano:
| RSFS de Rusia               | 22 de diciembre de 1917 |
| Francia                     | 4 de enero de 1918      |
| Suecia                      | 4 de enero de 1918      |
| Imperio alemán              | 4 de enero de 1918      |
| Grecia                      | 5 de enero de 1918      |
| Noruega                     | 10 de enero de 1918     |
| Dinamarca                   | 10 de enero de 1918     |
| Suiza                       | 11 de enero de 1918     |
| Imperio austro-húngaro      | 13 de enero de 1918     |
| Países Bajos                | 28 de enero de 1918     |
| España                      | 21 de febrero de 1918   |
| Imperio otomano             | 21 de febrero de 1918   |
| Bulgaria                    | 27 de febrero de 1918   |
| Argentina                   | 11 de mayo de 1918      |
| Persia                      | 23 de julio de 1918     |
| Tailandia                   | 9 de octubre de 1918    |
| Polonia                     | 8 de marzo de 1919      |
| Reino Unido                 | 6 de mayo de 1919       |
| Estados Unidos de América   | 7 de mayo de 1919       |
| Imperio del Japón           | 23 de mayo de 1919      |
| Bélgica                     | 10 de junio de 1919     |
| Chile                       | 17 de junio de 1919     |
| Perú                        | 23 de junio de 1919     |
| Reino de Italia             | 27 de junio de 1919     |
| Uruguay                     | 18 de agosto de 1919    |
| Liechenstein                | 27 de octubre de 1919   |
| Portugal                    | 19 de diciembre de 1919 |
| Brasil                      | 26 de diciembre de 1919 |
| Colombia                    | 31 de diciembre de 1919 |
| Reino de Rumanía            | 8 de abril de 1920      |
| Estados Unidos de Venezuela | 18 de abril de 1920     |
| Panamá                      | 17 de mayo de 1920      |
| Ecuador                     | 25 de julio de 1920     |
| Hungría                     | 23 de agosto de 1920    |
| Paraguay                    | 3 de julio de 1921      |
| Luxemburgo                  | 25 de octubre de 1921   |
| Reino de Yugoslavia         | 27 de julio de 1922     |
| Afganistán                  | 17 de julio de 1928     |
| Albania                     | 1 de diciembre de 1928  |

## Conclusiones
Las dificultades del agobiado pueblo, que ya había dado lugar a la polarización alarmante, y que pronto encienden la guerra civil. De hecho, la declaración aborda este problema:
(...)El Gobierno se acercará a las potencias extranjeras para buscar el reconocimiento internacional de nuestro país como estado. En este momento esto es especialmente necesario cuando la grave situación causada por completo al país con el aislamiento, el hambre y el desempleo obliga al Gobierno a establecer relaciones efectivas con los potencias extranjeras, lo que ayuda pronto en satisfacer las necesidades de la vida y la importación de los bienes esenciales para la industria, es nuestro rescate sólo de la hambruna inminente y el estancamiento industrial.
Más tarde, el 6 de diciembre fue declarado fiesta nacional como Día de la Independencia de Finlandia.
El 90º aniversario de la Declaración de Independencia de Finlandia fue seleccionado como motivo principal de la moneda de 5€. El reverso muestra la estética de petroglifos, mientras que el anverso representa un barco de nueve remos como un rasgo característico finlandés: la colaboración. También se pueden distinguir los símbolos de la música y la cítara, el instrumento finlandés, en el diseño de la moneda.